# デスティニーズチルドレン
『デスティニーズチルドレン』（英：Destiny's Children）は、英国の小説家スティーヴン・バクスターによるSF小説3部作。 同作者による『ジーリー』シリーズと世界設定を共有している。作者の他の作品である『マニフォールド・トリロジー』のように、それぞれが直接的な続編ではなく、概念、テーマ、そして時には複数の登場人物によってテーマ的にリンクされている。

## 作品一覧
- コアレセント（2003年） - 2004年のアーサー・C・クラーク賞ノミネート[1]
- イグザルタント（2004年）
- トランセンデント（2005年） - 2006年のジョン・W・キャンベル記念賞ノミネート[2]
- レスプレンデント（2006年） - 短編集

## シリーズとしての繋がり
- 3つの小説すべてでコアレセントと呼ばれる進化した人類が登場する。
- エッジワース＝カイパー・ベルトでカイパー異常、四面体アーティファクトが発見される。『コアレセント』で存在が述べられ、『イグザルタント』で発見され、最終的に『トランセンデント』で詳しく説明される。
- ジョージ・プール、マイケル・プール、ローザ・プールの登場人物が『コアレセント』と『トランセンデント』の両方に登場する。
- それぞれの本は、生物学的および社会学的な人類の変化、進化を何らかの形で扱っている。たとえば『コアレセント』では、限られた空間とリソースで生活する過程で、昆虫のような真社会性を獲得した人種が登場する。『イグザルタント』では、数万年以上続いた銀河戦争で戦うために進化した人類というテーマを扱っている。トランセンデントと呼ばれる集団は、植民地化した惑星に適応するために進化したことがわかっているいくつかのポスト・ヒューマンの形態を取っている。
- それぞれの本では、神のような存在とアイデンティティを何らかのかたちで扱っている。たとえば『イグザルタント』では、宇宙が始まる前に意識があり、生命を維持する能力のためにこの宇宙を選択したことを示唆している。トランセンデントは、神のような存在になることでより高い意識を超越した人間のグループたちが議論し、確立された神学を用いて超越者の動機を分析しようとしている。

## 執筆の経緯
バクスターはシリーズの執筆のきっかけについて複数の理由を挙げている
。
一つは1996年のオーストラリアのメルボルンで行われた第57回ワールドコン出席のため訪れた際にカンガルーを見かけたことを挙げている。
私（非生物学者）の目から見たカンガルーはニーヴン、ヴィンジ、ジャック・コーエンが想像したエイリアンのような、代替の遺伝子工学のように見えた。もちろんカンガルーやその他の在来動物は、オーストラリアが他の大陸から長い間孤立していたために「私たち」とは異なる進化を遂げたものだ。そのような経験は私に深い時間と進化の現実の素晴らしい感覚を与えた。
もう一つは2007年に日本の横浜で開催された第65回ワールドコンに参加した際、日本のファンにジーリーシリーズが好評だったことを挙げた。
最初に公開された短編『ジーリー・フラワー』(Interzone 1987）で始まった私のジーリーシリーズは、私にとっては実り多いものだったが、『真空ダイアグラム』が完成するまでに、連続性という縛りに閉塞感を覚えるようになった。しかし、日本のファンの親切な熱意は、私にもう一度考えさせた。
『ジーリー』シリーズにおいて、人類は他の異星種族を退け、ジーリーに次ぐ地位を得て、以降も数十万年にわたってジーリーとの星間戦争を続けてきた。それまでの作品では人類が銀河中へと広まっていく始まりの時代と、ジーリーに敗北し封じ込められた終わりの時代が描かれてきたが、バクスターはその中間を考えていた。そして人類の興亡がどのように起こり、人類がどのように変化していくのかのアイデアを集め始めた。
単なる人間が実際に星間戦争で戦うことができるのだろうか？（中略）人類の種としての歴史はわずか10万年程度である。もし星間戦争が十分長く続いたのなら、戦争自体が進化の圧力になるだろう。恐らくそのような戦争では、人類の究極の形態は子供の兵士になるであろう。